# Heróis da Resistência
Heróis da Resistência est un groupe brésilien de pop rock, originaire de Rio de Janeiro, actif entre 1986 et 1993. Il est formé par Leoni (chant et basse), Jorge Shy (guitare, ex-Tokyo), Lulu Martin (claviers) et Alfredo Dias Gomes (batterie).
Après son départ tumultueux du groupe Kid Abelha, dont il était le bassiste et le principal auteur-compositeur, Leoni forme le groupe, avec lequel il sort trois albums, tous chez WEA. Les plus grands succès du groupe sont les morceaux Dublê de Corpo, Esse Outro Mundo, Só Pro Meu Prazer, Nosferatu, O Que Eu Sempre Quis et Diga Não.

## Histoire
En 1986, désireux de chanter ses propres chansons, Leoni quitte Kid Abelha et décide de former un nouveau groupe, Heróis da Resistência, duquel il est le chanteur et bassiste. La même année sort son premier album, Heróis da Resistência, produit par Liminha. Très vite, Leoni passe à la télévision, à la tête du groupe, et chante des succès nationaux tels que le lyrique Dublê de Corpo, le funky Nosferatu, le déversé Esse Outro Mundo et la ballade classique Só Pro Meu Prazer. En peu de temps, l'album est certifié disque d'or et Só Pro Meu Prazer est inclus dans la bande originale de la telenovela Hipertensão,.
Avec la confiance du label, ils enregistrent leur deuxième album à Los Angeles, aux États-Unis, où ils passent quelques mois à composer et enregistrer. Sorti en 1988 chez Warner Music, Religio n'a pas le même succès que son prédécesseur et Silêncio, composé à partir d'une base créée par Liminha, est le single qui obtient une certaine visibilité à la radio et dans les programmes télévisés. Après l'enregistrement du deuxième album, une deuxième formation du groupe émerge lorsque Martin et Dias Gomes quittent le groupe et que le batteur Cadu Vasconcellos prend leur place, mais il ne dure pas longtemps, et est remplacé par Edmardo Galli.

## Discographie

### Albums studio
- 1986 : Heróis da Resistência
- 1988 : Religio
- 1990 : Heróis Três

### Compilations
- 1996 : Grandes Hits
- 2001 : E-collection